# Les Trois Épées de Zorro
Pour plus de détails, voir Fiche technique et Distribution.
Les Trois Épées de Zorro (titre original : Le Tre Spade di Zorro) est un film italo-espagnol de Ricardo Blasco sorti en 1963.

## Synopsis
Au XIXe siècle, le gouverneur de Basse-Californie Don Paredes fait régner la terreur dans une petite province mexicaine. Voulant à tout prix se venger de Zorro, le vengeur masqué, il ordonne l'assassinat de l'épouse et du fils de ce dernier. Mais l'enfant survit puis est recueilli. Dix ans plus tard, Zorro défend un jeune garçon, ignorant complètement qu'il s'agit là de son propre fils, mais il est arrêté. Encore dix ans plus tard, le fils, qui se nomme alors Diego de Guadalupe, fait sortir son père de prison...

## Fiche technique
- Titre original : Le Tre Spade di Zorro
- Titre espagnol : Las tres espadas del Zorro
- Titre français : Les Trois Épées de Zorro
- Réalisation : Ricardo Blasco
- Scénario : Mario Amendola
- Directeur de la photographie : Julio Ortas
- Montage : Jolanda Benvenuti
- Musique : Antonio Ramirez Ángel
- Production : Tullio Bruschi et Sergio Newman
- Genre : Western
- Pays :  Italie,  Espagne
- Durée : 95 minutes
- Date de sortie :
  - Portugal : 23 octobre 1963
  - France : 5 février 1964[1]
  - Mexique : 16 septembre 1964

## Distribution
- Guy Stockwell (VF : Roger Rudel) : Diego de Guadalupe / Diego Ortiz / Zorro
- Gloria Milland (VF : Nicole Favart) : Virginia (Virginie en VF) de Santa Ana
- Mikaela Wood (VF : Claire Guibert) : Maria
- Antonio Prieto (VF : Pierre Gay) : Don Manuel Paredes
- John Mac Douglas (VF : Jean-Henri Chambois) : le marquis de Santa Ana
- Franco Fantasia (VF : Jean Michaud) : le colonel Martinez
- Julio Cesar : Diego de Pequeño
- Guillermo Vera (VF : Pierre Collet) : Juan Ortiz / Zorro
- Robert Dean (VF : Jean-François Calvé) : Felipe
- Alfonso Rojas (VF : Lucien Bryonne) : le capitaine Gonzalez
- Manrico Melchiorre : Teniente
- Santiago Rivero (VF : René Lebrun) : Don José
- Anna Petocchi : Ana
- Pilar Gómez Ferrer (VF : Cécile Didier) : Nodriza (Lucrécia en VF), la gouvernante

## Production
Le tournage s'est déroulé à Colmenar Viejo.

## Accueil

### Box-office
Lors de sa sortie en France, le film a totalisé 819 469 entrées.